# Diumenge, maleït diumenge
Diumenge, maleït diumenge (títol original en anglès: Sunday Bloody Sunday) és una pel·lícula britànica dirigida per John Schlesinger, estrenada el 1971 i doblada al català.

## Argument
Bob Elkin, un jove escultor que treballa en l'art contemporani, té una relació amorosa amb una dona divorciada més gran, Alex Greville, una funcionària... Paral·lelament, Bob, que és bisexual, té també una relació amb el Doctor Daniel Hirsh, un quinquagenari ... Bob viu serenament les seves històries d'amor millor que Alex i Daniel, dominant la situació i pressentint confusament que cap d'ells no tindrà mai la seva preferència.

### Comentari
És la vida dels tres protagonistes que pertanyen a medis socials diferents i envescats en les seves complexes històries d'amor. La pel·lícula val sobretot per l'estudi del comportament d'un home i d'una dona envellits, considerats, d'entrada, rivals per un jove bohemi despreocupat. La voluntat de filmar el seu dia a dia més aviat trist al qual s'hi afegeixen les seves dificultats i administrar de manera inèdita els seus delicats amors és interessant, ja que pertanyen potser a l'àmbit de la vivència. El joc retingut de Peter Finch i sobretot de Glenda Jackson, intentant dominar les seves emocions, és exemplar cara a la ironia de la sort. Hom recordarà l'epíleg on Alex és desairós amb la ganyota desenganyada que llança al seu tucan, que Bob li deixa, sens dubte perquè és fora de la seva gàbia i sol, ell també.

## Repartiment
- Peter Finch: Dr. Daniel Hirsh
- Glenda Jackson: Alex Greville
- Murray Head: Bob Elkin
- Peggy Ashcroft: Mrs. Greville
- Tony Britton: George Harding
- Maurice Denham: Mr. Greville
- Bessie Love: L'operadora telefònica
- Vivian Pickles: Alva Hodson
- Frank Windsor: Bill Hodson

## Premis i nominacions[calcitació]

### Premis
- 1972. Globus d'Or a la millor pel·lícula estrangera
- 1972. BAFTA a la millor pel·lícula
- 1972. BAFTA a la millor direcció per John Schlesinger
- 1972. BAFTA a la millor actriu per Glenda Jackson
- 1972. BAFTA al millor actor per Peter Finch
- 1972. BAFTA al millor muntatge per Richard Marden

### Nominacions
- 1972. Oscar al millor actor per Peter Finch
- 1972. Oscar a la millor actriu per Glenda Jackson
- 1972. Oscar al millor director per John Schlesinger
- 1972. Oscar al millor guió original per Penelope Gilliatt
- 1972. Globus d'Or al millor actor dramàtic per Peter Finch
- 1972. BAFTA a la millor fotografia per Billy Williams
- 1972. BAFTA al millor guió per Penelope Gilliatt
- 1972. BAFTA al millor so per David Campling, Simon Kaye i Gerry Humphreys
- 1972. Premi David di Donatello a la millor pel·lícula estrangera